# Норт-Норфолк (избирательный округ, Великобритания)
Норт-Норфолк (англ. North Norfolk) — избирательный округ в графстве Норфолк, представленный в Палате общин парламента Великобритании. От округа избирается один член парламента по мажоритарной избирательной системе. С 2001 года округ представлен либерал-демократом Норманом Лэмбом, который с 2017 года возглавляет комитет по науке и технологиям в Парламенте.
Избирательный округ находится на востоке Англии на побережье Северного моря и сильно вытянут вдоль берега. В него входят административные единицы Кромер, Норт-Уолшем, Бристон, Чесер, Корпусти, Эрпингем, Гонт, Глейвен-Валли, Хапписберг, Хай-Хит, Холт, Ховетон, Мандесли, Поппиленд, Прайори, Рофтон, Сент-Юенет, Скоттоу, Шерингем, Сталхэм и Саттон, Уорстед. В 2015 году электорат округа составлял 71 099 человек (общее население — 84 871 человек). Площадь составляла 753,6 км².
С 1945 по 1970 год округ в Парламенте представляли лейбористы, с 1970 по 2001 год — тори. С 2001 года представителем округа является либерал-демократ.
В ходе выборов 2017 года мандат Нормана Лэмба был продлён.
| Парламентские выборы 2017: Норт-Норфолк | Парламентские выборы 2017: Норт-Норфолк | Парламентские выборы 2017: Норт-Норфолк | Парламентские выборы 2017: Норт-Норфолк | Парламентские выборы 2017: Норт-Норфолк | Парламентские выборы 2017: Норт-Норфолк |
| Партия                                  | Партия                                  | Кандидат                                | Голоса                                  | %                                       | ±%                                      |
| --------------------------------------- | --------------------------------------- | --------------------------------------- | --------------------------------------- | --------------------------------------- | --------------------------------------- |
|                                         | Либеральные демократы                   | Норман Лэмб                             | 25 260                                  | 48,4                                    | +9,3                                    |
|                                         | Консервативная                          | Джеймс Уайлд                            | 21 748                                  | 41,7                                    | +10,8                                   |
|                                         | Лейбористская                           | Стивен Бёрк                             | 5180                                    | 9,9                                     | -0,3                                    |

В 2019 году победу одержал консерватор Дункан Бейкер.   
| Парламентские выборы 2019: Норт-Норфолк | Парламентские выборы 2019: Норт-Норфолк | Парламентские выборы 2019: Норт-Норфолк | Парламентские выборы 2019: Норт-Норфолк | Парламентские выборы 2019: Норт-Норфолк | Парламентские выборы 2019: Норт-Норфолк |
| Партия                                  | Партия                                  | Кандидат                                | Голоса                                  | %                                       | ±%                                      |
| --------------------------------------- | --------------------------------------- | --------------------------------------- | --------------------------------------- | --------------------------------------- | --------------------------------------- |
|                                         | Консервативная                          | Дункан Бейкер                           | 29 792                                  | 58,6                                    | +16,9                                   |
|                                         | Либеральные демократы                   | Карен Уорд                              | 15 397                                  | 30,3                                    | -18,1                                   |
|                                         | Лейбористская                           | Эмма Корлетт                            | 3895                                    | 7,7                                     | -2,3                                    |
|                                         | Партия Брексита                         | Гарри Гуин                              | 1739                                    | 3,4                                     | +3,4                                    |